# 1586
Évszázadok: 15. század – 16. század – 17. század
Évtizedek: 1530-as évek – 1540-es évek – 1550-es évek – 1560-as évek – 1570-es évek – 1580-as évek – 1590-es évek – 1600-as évek – 1610-es évek – 1620-as évek – 1630-as évek
Évek: 1581 – 1582 – 1583 – 1584 –  1585 – 1586 – 1587 – 1588 – 1589 – 1590 – 1591

## Események
- Álvaro de Mendaña de Neira az európaiak közül elsőként megpillantja a ma Tuvaluhoz tartozó Nuit.

## Születések
- január 20. – Hermann Schein német zeneszerző († 1630)

## Halálozások
- január 25. – ifj. Lucas Cranach német festő (* 1515)
- december 13. – Báthory István erdélyi fejedelem, lengyel király[1] (* 1533)